# Scleroderma reae
Scleroderma reae är en svampart som beskrevs av Guzmán 1967. Scleroderma reae ingår i släktet Scleroderma och familjen rottryfflar.   Inga underarter finns listade i Catalogue of Life.